# Jacopo di Pietro Avanzi
Jacopo di Pietro Avanzi, auch Avanzo, Jacopo da Bologne (* vor 1367 in Bologna; † 21. Januar 1416) war ein italienischer Maler, der im letzten Viertel des 14. Jahrhunderts in Bologna und  Padua tätig war.

## Leben
Avanzi wurde auch „Pauli“ oder „da Bologna“ genannt. Er soll ein Schüler des Malers Franco Bolognese gewesen sein. Avanzi war ein Zeitgenosse der Maler Simone di Crocifissi und Cristoforo da Bologna. Auf einer kleinen Tafel mit der Kreuzigung Christi in Rom findet sich eine Signatur: „Jacobus de Avanciis de Bononia f.“ Auf einem Bildnis in der Akademie in Venedig fand sich zudem eine Signatur „Jacobus Avanzi 1367“. Ähnliche Signaturen wurden auf weiteren Werken gefunden. Die Schaffensperiode des Künstlers fällt in die zweiten Hälfte des 14. Jahrhunderts. Im Jahr 1404 soll er gemeinsam mit seinem Vetter Simon Avanzi (auch Simone di Crocifissi Avanzi) an rund 30 Historienmalereien mit Szenen aus dem Alten Testaments in der Kirche Mezzaratta bei Bologna beteiligt gewesen sein. Das Fresko des Wunders am Teich Bethesda trägt zumindest die Signatur „Jacobus fecit“. Die Anbetung der Könige soll allein von ihm stammen und das Fresko der Beschneidung Christi soll er gemeinsam mit Simone di Crocifissi anfertigte haben. Unter der Josephgeschichte an der rechten Wand lautete die Signatur ebenfalls „Jacobus f.“, so dass ihm auch dieses Werk zugeschrieben wird.
Gemeinsam mit seinem Kunstgenossen Altichiero da Zevio fertigte er in der Kapelle S. Feiice und in der Kirche S. Antonio sowie in einer dem heil. Georg geweihten Privatkapelle in Padua eine Reihe von Wandmalereien. Sein Stil hängt mit der Richtung Giottos zusammen, mit dem die Fresken in der St.-Felix- und St.-Georgs-Kapelle ausführte.